# Домінік Орі
Домінік Орі (фр. Dominique Aury; справжнє ім'я Анна Декло, фр. Anne Desclos; 23 вересня 1907 — 27 квітня 1998) — французька письменниця, перекладачка, редакторка.

## Життєпис
Домінік Орі закінчила філологічний факультет Сорбонни, працювала журналісткою.
Мала тривалі стосунки з Жіном Поланом, керівником Nouvelle Revue Française, старшим від неї на 23 роки. Була бісексуально активною в деякі періоди життя. Мала відомий зв'язок з історикинею та новелісткою Едіт Фома (Édith Thomas), котра могла бути джерелом натхнення для персонажки Анни-Марії в Історії O. Мала сина від короткого шлюбу у ранні двадцять.

## Діяльність
З 1946 року обіймала посаду секретарки паризького видавництва «Галлімар».
Входила в журі ряду літературних премій, перекладала французькою твори Томаса Брауна, Джеймса Хогга, Івліна Во, Артура Кестлера, Юкіо Місіми та ін., виступала зі статтями (часто у вигляді передмов до книг «Галлімара») про проблеми перекладу, творчості англійських поетів і письменників тощо.
Орі — лауреатка премії Денізи Кларуен за переклади і Великої премії критики за книгу статей «Читання для всіх» (фр. Lectures pour tous, 1958).
Найбільший відомий епізод у творчій діяльності Орі пов'язаний з опублікованим в 1954 році під криптонімом Полін Реаж (фр. Pauline Réage) еротичним романом «Історія О» (фр. «Histoire d'O»). Роман мав гучний і скандальний успіх, кілька разів зазнавала судового переслідування, в 1975 році був екранізований майстром еротичного кіно Жюстомом Жакеном. Однак Орі протягом 40 років не зізнавалася у своєму авторстві цього твору, і тільки в 1994 році в інтерв'ю журналу «Нью-Йоркер» відкрито заявила про нього, назвавши книгу листом любові до Жана Полана — письменника, автора передмови до першого видання «Історії О»: «Я не була молода, не була прекрасна. Мені потрібно було знайти іншу зброю. Фізичне начало тут не годилося — тільки зброя зі сфери духу. „Я впевнений, ти не можеш писати в цьому жанрі“, — сказав він мені. „Принаймні, я можу спробувати“, — відповіла я».

## Особисте життя
Декло мала тривалі стосунки зі своїм роботодавцем, Жаном Поланом, директором престижного видання «Nouvelle Revue Française», який був на 23 роки старший за неї. Вона була бісексуальною та мала зв'язок з історикинею Едіт Томас, яка, можливо, надихнула її на створення персонажа Анни-Марі в еротичному романі «Історія О». У неї був син від короткого шлюбу, коли їй було трохи більше двадцяти років.